# Бабынино (Тверская область)
Бабынино — деревня в Старицком районе Тверской области, входит в состав Степуринского сельского поселения.

## География
Деревня расположена на берегу речки Жидоховка в 9 км на северо-запад от центра поселения деревни Степурино и в 21 км на юго-восток от райцентра города Старицы.

## История
В XVI веке Бабынино и другие деревни округа принадлежали Старицкому Успенскому монастырю, после секуляризации монастырских земель (1764) отошли в казну. В конце XIX — начале XX века деревня входила в состав Дороховской волости Старицкого уезда Тверской губернии. В 1886 году в деревне было 123 двора, кузница, винная и 2 чайные лавки; жители занимались огородничеством, промыслами (штукатуры, чернорабочие, пастухи). 
С 1929 года деревня являлась центром Бабынинского сельсовета Старицкого района Ржевского округа Западной области, с 1935 года — в составе Калининской области, с 1994 года — центр Бабынинского сельского округа, с 2005 года — в составе Степуринского сельского поселения. 
В годы Советской власти в деревне располагалось правление колхоза им. М.И. Калинина.
До 2015 года в деревне действовала Бабынинская начальная общеобразовательная школа.

## Население
| 1859 | 1886 | 1919 | 1997 | 2002 | 2010 |
| ---- | ---- | ---- | ---- | ---- | ---- |
| 628  | ↗741 | ↗943 | ↘308 | →308 | ↗327 |

## Инфраструктура
В деревне имеются детский сад, фельдшерско-акушерский пункт, отделение почтовой связи.